# Jüdischer Friedhof (Plowdiw)
Koordinaten: 42° 8′ 52,1″ N, 24° 45′ 56,2″ O

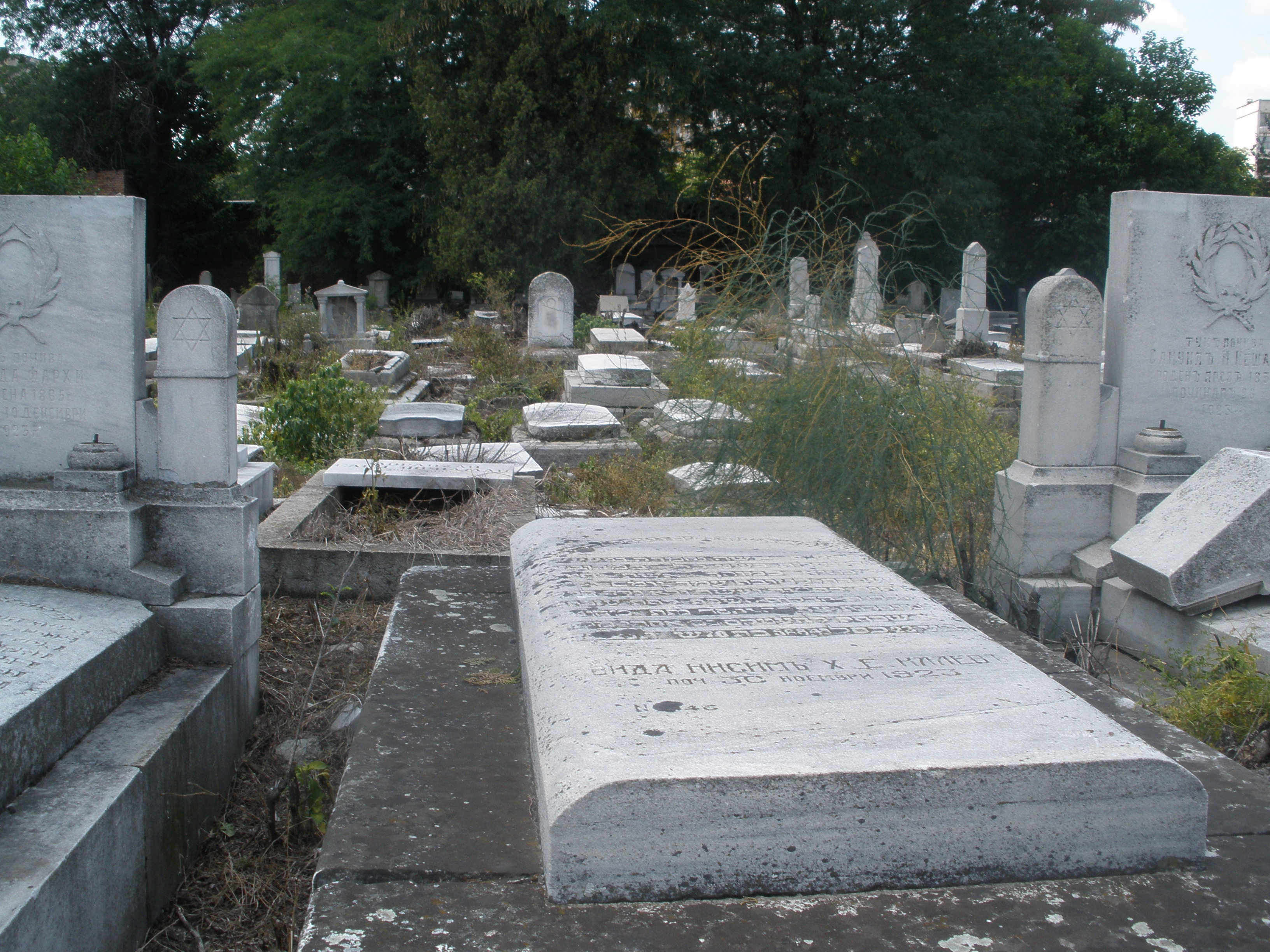
Jüdischer Friedhof Plowdiw (Juli 2010)

Der Jüdische Friedhof Plowdiw liegt in der Großstadt Plowdiw in der Oblast Plowdiw in der Mitte von Bulgarien. Auf dem jüdischen Friedhof im Zentrum der Stadt südlich der Mariza sind zahlreiche Grabsteine erhalten.